# Alexander Dreymon
Alexander Dreymon (ur. 7 lutego 1983) – niemiecki aktor i model.

## Życiorys

### Wczesne lata
Alexander Dreymon urodził się w Niemczech jako Alexander Doetsch. Wychowywał się we Francji, Szwajcarii, Niemczech i Stanach Zjednoczonych. Studiował w Paryżu. Trenował brazylijskie jiu-jitsu i sanjuro. Przez trzy lata uczęszczał do Drama Centre London w Anglii. Studiował potem w londyńskim Central Saint Martins College of Art and Design. Mieszkał również w Szwajcarii.

### Kariera
W 2010 wystąpił we francuskim filmie telewizyjnym Ni reprise, ni échangée, wcielając się w rolę Alexandre. Rok później wystąpił w thrillerze wojennym w koprodukcji niemiecko-brytyjskiej pt. W cieniu wroga, grając Steinera.
W 2011 wystąpił również w brytyjskim dramacie Christopher And His Kind u boku Matta Smitha (w roli Christophera Isherwooda), grając rolę Caspara.  W trzecim sezonie serialu American Horror Story: Sabat (2013) wystąpił jako Luke Ramsey. W 2015 pracował jako model dla firmy Just Jared i indonezyjskiego magazynu „Da Man”.
Szerokiej widowni stał się znany po emisji brytyjskiego serialu, będącego adaptacją serii powieści Bernarda Cornwella The Saxon Stories – Upadek królestwa. Dreymon wcielił się w nim w główną rolę Uhtreda z Bebbanburga. Emisję serialu rozpoczęto w 2015.
W 2016 zagrał rolę ojca w czarno-białym dramacie Guys Reading Poems z Patricią Velasquez.

## Życie prywatne
W latach 2010–2012 był związany z grecką aktorką Tonią Sotiropoulou.

## Filmografia

### Filmy
| Rok  | Tytuł                                      | Rola                 | Reżyser            |
| ---- | ------------------------------------------ | -------------------- | ------------------ |
| 2010 | Ni reprise, ni échangée (TV)               | Alexandre            | Josée Dayan        |
| 2011 | Christopher and His Kind (TV)              | Caspar               | Geoffrey Sax       |
| 2011 | Sotto il vestito niente – L'ultima sfilata | Bruce                | Carlo Vanzina      |
| 2011 | Who's Watching Who (film krótkometrażowy)  | Shape Shifter        | Sebastian Solberg  |
| 2011 | W cieniu wroga (Resistance)                | Steiner              | Amit Gupta         |
| 2014 | Blood Ransom                               | Jeremiah             | Francis dela Torre |
| 2015 | The Test of Time                           | Steve                | Eddie Perez        |
| 2016 | Guys Reading Poems                         | ojciec               | Hunter Lee Hughes  |
| 2019 | Heartlock                                  | Lee Haze             | Jon Kauffman       |
| 2023 | Siedmiu króli musi umrzeć                  | Uhtred z Bebbanburga | Edward Bazalgette  |

### Seriale TV
| Rok       | Tytuł                               | Rola                 | Uwagi     |
| --------- | ----------------------------------- | -------------------- | --------- |
| 2013      | American Horror Story: Coven        | Luke Ramsey          |           |
| 2015–2022 | Upadek królestwa (The Last Kingdom) | Uhtred z Bebbanburga | 5 sezonów |